# Caroline Ruhnau
Caroline Ruhnau (ur. 16 października 1984 w Münsterze) – niemiecka pływaczka, mistrzyni Europy (basen 25 m).
Specjalizuje się w pływaniu stylem klasycznym. Jej największym dotychczasowym sukcesem jest złoty medal mistrzostw Europy na krótkim basenie w Stambule w 2009 roku na dystansie 100 m żabką.
Uczestniczka igrzysk olimpijskich w Londynie (2012) na 100 m żabką (22. miejsce).